# Saint-Christophe-en-Oisans
Saint-Christophe-en-Oisans är en kommun i departementet Isère i regionen Auvergne-Rhône-Alpes i sydöstra Frankrike. Kommunen ligger i kantonen Le Bourg-d'Oisans som tillhör arrondissementet Grenoble. År 2022 hade Saint-Christophe-en-Oisans 98 invånare.

## Befolkningsutveckling
Antalet invånare i kommunen Saint-Christophe-en-Oisans
Referens:INSEE